# Piena (Francia)
Piena (in francese Piène o Pienne, in ligure Penna, in dialetto brigasco A Pièna, fino al 1862 Penna) è una frazione del comune francese di Breglio (Breil-sur-Roya) situata a 600 m s.l.m. in val Roia presso il confine con l'Italia. È divisa in due parti, "Piena Alta" (Piène-Haute) e "Piena Bassa" (Piène-Basse).

## Storia

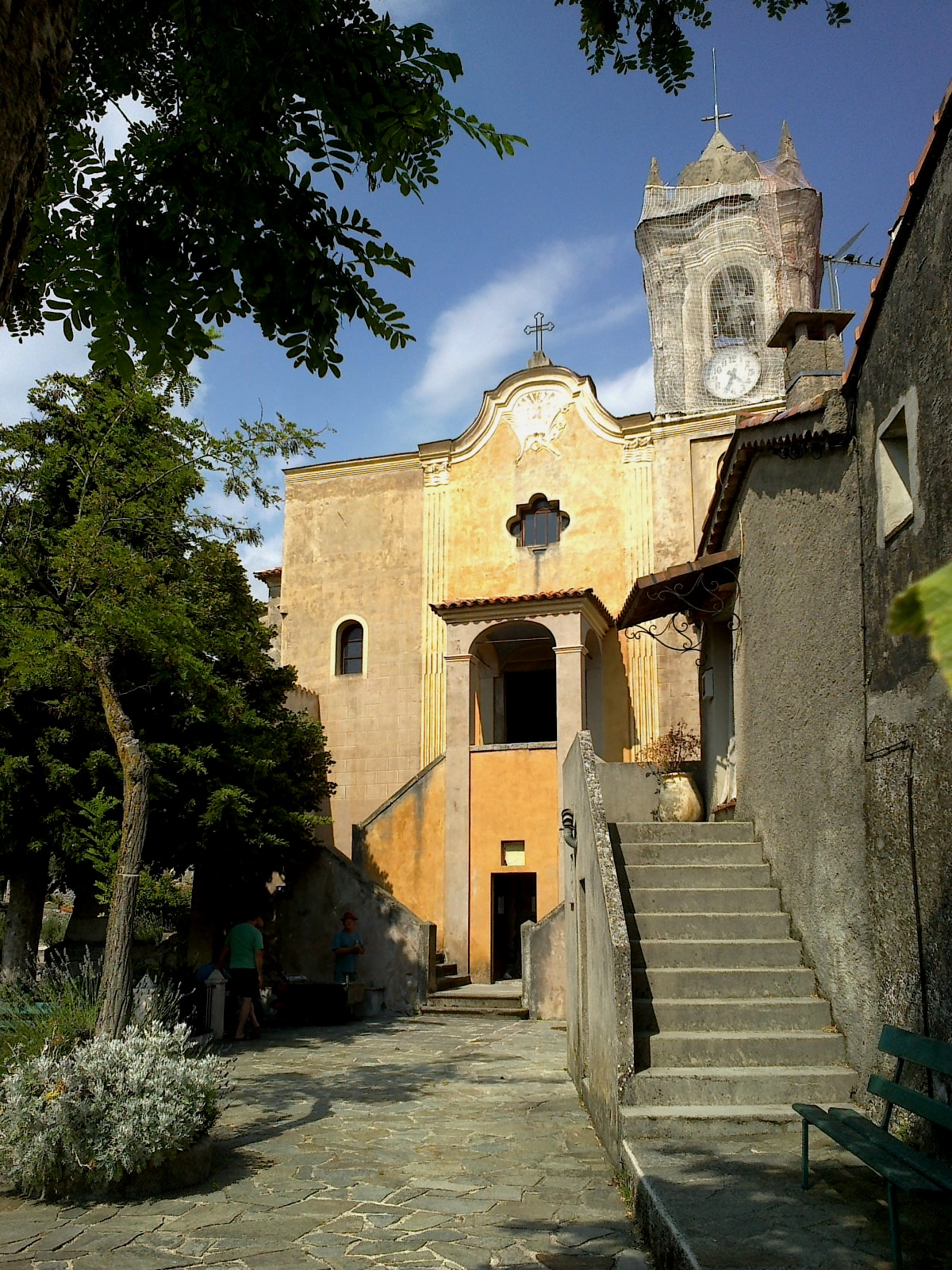
La chiesa di San Marco nel centro storico di Piena

Già appartenente alla Contea di Ventimiglia, dal 1505 divenne parte della Repubblica di Genova, di cui rappresentò l'estremo baluardo in val Roja, lungo l'allora importantissima strada che collegava Torino a Ventimiglia attraverso il colle di Tenda.
Già nota come Penna, le venne modificato il nome con il decreto reale nº 942 del 26 ottobre 1862 dal re Vittorio Emanuele II, che acconsentì alla modifica del nome della frazione di "Penna", trasformandolo nell'attuale "Piena".
Dal 16 marzo 1890, durante il Regno d'Italia, venne ufficialmente dichiarata l'istituzione del Comune di Olivetta San Michele, tramite apposito decreto reale nº 6700, e la sede comunale fu spostata da Piena a Olivetta sulla riva destra del torrente Bevera.
Alla mezzanotte del 16 settembre 1947 divenne parte del comune francese di Breglio assieme a Libri, altra frazione di Olivetta San Michele, in forza del trattato di pace del 1947. L'annessione venne sancita con un plebiscito che si svolse il 12 ottobre successivo con il territorio già controllato militarmente e amministrativamente dalla Francia; a differenza dell’alta valle della Roia, per questa comunità il passaggio alla nazione d'Oltralpe non significò ritrovare l’antico capoluogo provinciale nizzardo, dato che il paese fu invece storicamente ligure e aveva piuttosto come riferimento tradizionale la città di Ventimiglia. Diversamente da Tenda e Briga Marittima, le ragioni dell'annessione alla Francia furono esclusivamente di carattere militare: si voleva infatti eliminare il saliente del monte Graziano, sottopassato dal "Tunnel du Mont Gratian" della linea ferroviaria Breglio-Nizza che fino ad allora aveva gli imbocchi in Francia e la parte centrale in territorio italiano.
Conserva i ruderi del castello medievale e la chiesa di San Mauro, passata nel 1947 dalla diocesi di Ventimiglia alla diocesi di Nizza.
A Piena Bassa si trova la stazione di Piena, oramai in disuso sulla ferrovia Cuneo-Limone-Ventimiglia.

### Risultati del plebiscito
| Piena                                               | 12 ottobre 1947 | 148 | 140 | 91 | 48 | 1 |
| Fonte: cfr. Ugo 1989, p. 172 e Risultati plebiscito |                 |     |     |    |    |   |

## Monumenti e luoghi d'interesse

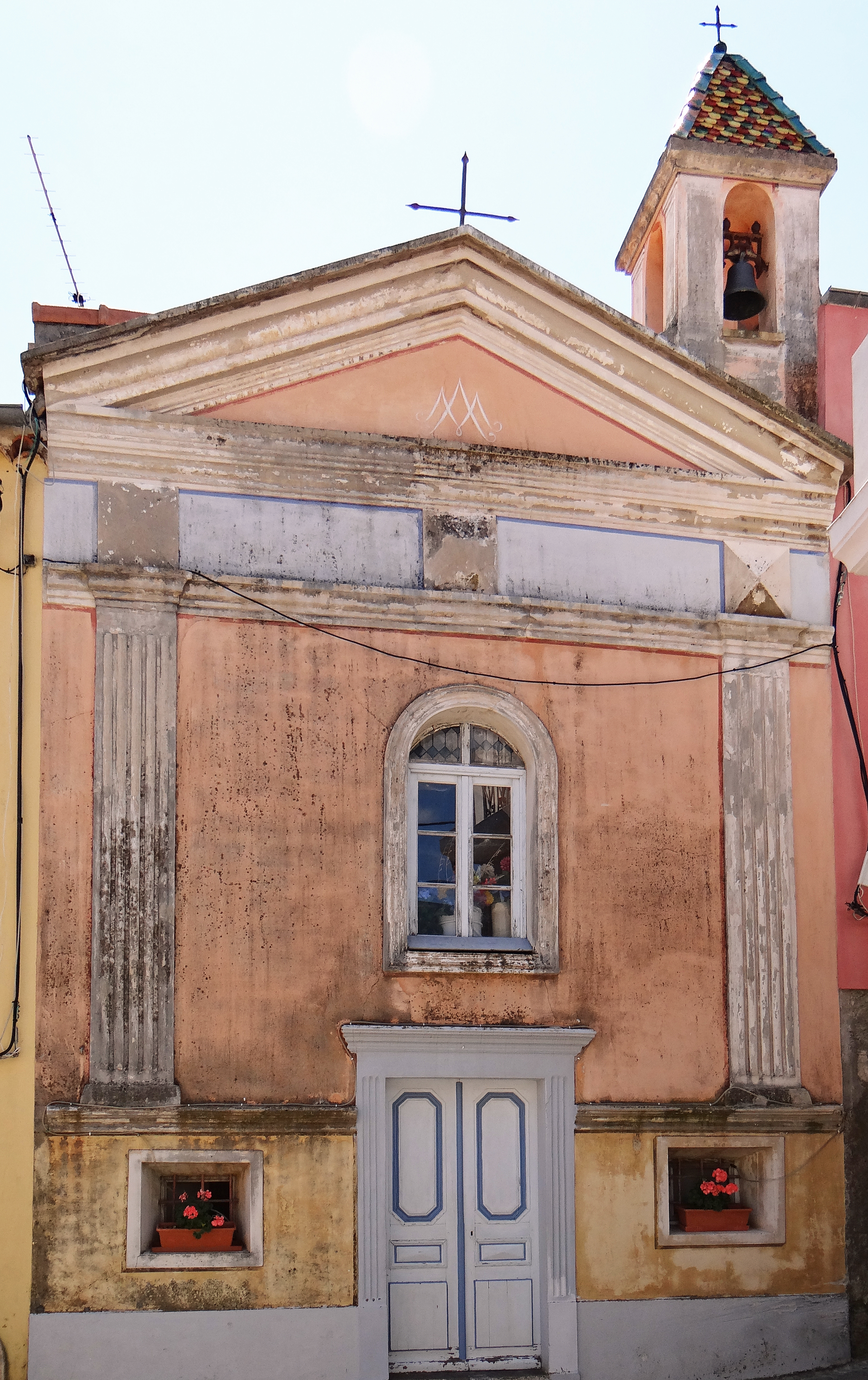
L'oratorio dei Bianchi

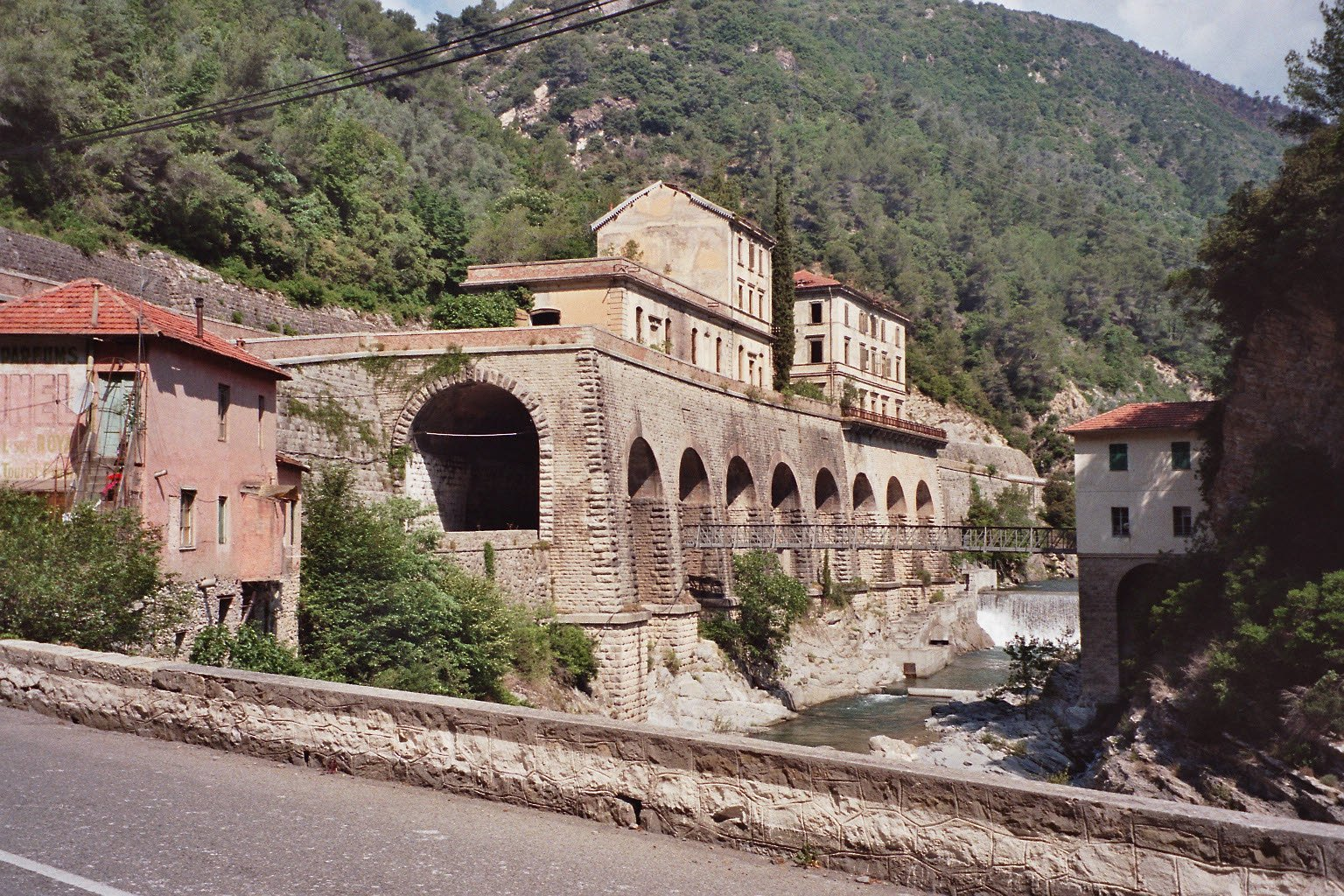
La stazione di Piena vista da sud

### Architetture religiose
- Chiesa di San Marco
- Oratorio dei Bianchi

### Architetture militari
- Resti del castello di Piena